# ماكسيميليان ماير
ماكسيميليان ماير (بالألمانية: Maximilian Mayer)‏ (21 يوليو 1998 في النمسا - ) هو لاعب كرة قدم نمساوي في مركز الدفاع.

## وصلات خارجية
- ماكسيميليان ماير على موقع قاعدة بيانات كرة القدم.إي يو (الإنجليزية)
- ماكسيميليان ماير على موقع Soccerway.com (الإنجليزية)
- ماكسيميليان ماير على موقع عالم كرة القدم.نت (الإنجليزية)